# Bundesratswahl 1935 (Ersatzwahl)
Am 4. April 1935 fand in der Schweiz eine Bundesrats-Ersatzwahl statt.
Die Ersatzwahl wurde nötig durch den Rücktritt von Bundesrat Edmund Schulthess (FDP). Dieser war seit 1912 im Amt. Er begründete seinen Rücktritt mit Amtsmüdigkeit und gesundheitlichen Problemen.
Bei der Nachwahl kam es zu einer Kampfwahl, denn nebst Hermann Obrecht (FDP) kandidierte auch Nationalrat Henri Perret (SP). Weitere Stimmen erhielt Nationalrat Gustav Adolf Seiler (FDP). Doch konnte sich der Solothurner Obrecht bereits im 1. Wahlgang durchsetzen.

## Detailergebnisse der Ersatzwahl von Edmund Schulthess

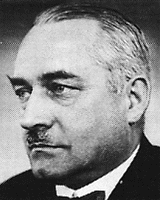
Hermann Obrecht

|                         | 1. Wahlgang |
| ----------------------- | ----------- |
| ausgeteilte Wahlzettel  | 214         |
| eingegangene Wahlzettel | 213         |
| leer/ungültig           | 5/3         |
| gültig Total            | 205         |
| absolutes Mehr          | 103         |
| Hermann Obrecht         | 125         |
| Henri Perret            | 54          |
| Gustav Adolf Seiler     | 9           |
| Verschiedene            | 27          |